# Cortanze (Piemont)
Cortanze ist eine Gemeinde in der italienischen Provinz Asti (AT), Region Piemont.

## Lage und Einwohner
Cortanze liegt knapp 20 km nordwestlich von der Provinzhauptstadt Asti entfernt auf einer Höhe von 299 m über dem Meeresspiegel. Die Gemeinde ist ein Teil der Comunità Collinare Val Rilate. Cortanze besteht aus den Ortsteilen Roera und San Rocco. Das Gemeindegebiet umfasst eine Fläche von 4,46 km² und hat 256 Einwohner (Stand 31. Dezember 2023).
Die Nachbargemeinden sind Cunico, Montechiaro d’Asti, Piea, Soglio und Viale.

## Weinbau
In Cortanze werden Reben der Sorte Barbera für den Barbera d’Asti, einen Rotwein mit DOCG Status angebaut.